# Travail des adolescents en France
 (février 2014).

## Durée du travail

### Historique
L'impact du Tableau de l'état physique et moral des ouvriers employés dans les manufactures de coton, de laine et de soie rédigé par le docteur Villermé a conduit au vote de la loi du 22 mars 1841 limitant le temps de travail à huit heures pour les enfants de 8 à 12 ans et à 12 h pour les 12-16 ans. Cette loi interdit également le travail des enfants de moins de 8 ans et le travail de nuit, c'est-à-dire entre neuf heures du soir et cinq heures du matin, pour les enfants au-dessous de treize ans.
Cette première loi est suivie, après les évènements de 1848, de la Loi des contrats d'apprentissage du 2 février 1851. La durée du travail des apprentis de moins de 14 ans est fixée par cette loi à 10 heures et celles des 14-16 ans à douze heures. elle interdit le travail de nuit pour les moins de seize ans et tend à généraliser les dispositions à tous les établissements.
Compte tenu de la faible application de la loi de 1841, au début de la troisième république, le législateur intervient à nouveau pour limiter à six heures par jour la durée de travail des enfants « jusqu'à l'âge de douze ans révolus » qui peuvent encore être légalement employés dans certains secteurs déterminés, même si cette loi introduit le principe de l'interdiction du travail avant cet âge. La loi impose également le bénéfice par les enfants de périodes de repos divisant la journée de travail.
Au début de la décennie 1880, la gratuité de l’enseignement primaire et son caractère obligatoire seront le facteur le plus déterminant pour lutter contre le travail des enfants. Les dispositions ultérieures viseront à règlementer le travail des adolescents.
En 1892, la durée quotidienne de travail de 10 heures devient la règle imposable pour l'ensemble des adolescents des 2 sexes de moins de 16 ans. Elle est fixée à 11h pour les 16-18 ans. La durée hebdomadaire de travail des jeunes de 16 à 18 ans est limitée à 60 heures.

### Durée hebdomadaire et heures supplémentaires
Depuis 2000, la durée hebdomadaire de travail des jeunes, c'est-à-dire des travailleurs de moins de 18 ans, est limitée à 35 heures. Pour ce public, la durée légale de travail est un maximum.
Parallèlement, le travail effectif journalier ne doit pas excéder huit heures. De 2001 à 2004, cette durée quotidienne de travail avait été abaissée à 7 heures.
Les jeunes ne peuvent théoriquement pas effectuer d'heures supplémentaires. Toutefois, la législation relative au temps de travail des jeunes ou celle relative au contrat d'apprentissage dispose qu'« à titre exceptionnel », des dérogations peuvent être accordées dans la limite de cinq heures par semaine.
Ces dérogations sont octroyés par l'Inspecteur du travail après avis conforme du médecin du travail.
En pratique, ces dérogations concernent principalement le secteur du BTP en raison des impératifs fréquents de transport collectif.
Les dispositions communautaires en la matière demandait aux états membres de prendre les mesures nécessaires pour limiter le temps de travail des adolescents, c'est-à-dire des jeunes de 15 à 18 ans, à huit heures par jour et à quarante heures par semaine.

### Travail de nuit

#### Principe
Le travail de nuit est interdit pour les jeunes travailleurs.
La définition du travail de nuit diffère en fonction de l'âge du jeune :
- pour les jeunes travailleurs de plus de seize ans et de moins de dix-huit ans, tout travail entre 22 heures et 6 heures est considéré comme travail de nuit ;
- pour ceux de moins de seize ans, le travail de nuit commence dès 20 heures.

#### Dérogations
Trois types de dérogation sont envisagées par la loi :
1. les jeunes dans le secteur du spectacle ;
2. certains établissements commerciaux ;
3. la prévention d'un péril.

Ces dérogations ne peuvent conduire à autoriser le travail entre minuit et 4 heures. Cette plage horaire est soumise à une interdiction absolue.
- Métiers du spectacle

Ce sont les professions qui bénéficient des dérogations les plus larges. En effet, dans ces secteurs, elles peuvent s'appliquer aux jeunes de moins de 16 ans. Une dérogation peut leur permettre un travail jusqu'à minuit.
Il a été ajouté en janvier 2006 le secteur des courses hippiques, « pour l'ensemble des activités liées à la monte et à la mène en course ». Bien qu'un champ de courses ne constitue pas à proprement parler un "établissement du spectacle", cet ajout par décret est conforme à la volonté initiale des parlementaires.
- Etablissements commerciaux

Sont visés par le décret d'application, listant les secteurs pour lesquels les caractéristiques particulières de l'activité justifient une dérogation, l'hôtellerie, la restauration, la boulangerie et la pâtisserie.
La possibilité d'une dérogation est envisagée pour les apprentis comme pour les autres jeunes en entreprise.
Pour les 2 premiers secteurs d'activité, la dérogation est susceptible de permettre le travail des jeunes de vingt-deux heures à vingt-trois heures trente. Le texte du décret ne fixe pas de condition.
Pour les boulangeries pâtisseries, la dérogation n'a de raison d'être que si le travail entre 4h et 6 heures du matin constitue le seul moyen pour le jeune de participer à un cycle complet de fabrication des denrées produites.

### Repos quotidien
En vertu de la loi, le travailleur mineur doit bénéficier d'un repos entre deux journées de travail d'une durée minimale de douze heures consécutives. Cette durée est portée à quatorze heures consécutives si les jeunes ont moins de seize ans

### Repos hebdomadaire et travail dominical
D'une part, les jeunes doivent bénéficier de deux jours de repos consécutif. D'autre part, s'ils sont apprentis, ils ne peuvent travailler le dimanche, sauf dans des secteurs particuliers définis par décret.
A contrario, un jeune non apprenti pourrait travailler le dimanche dès lors que les autres salariés y seraient contraints.
L'introduction d'une dérogation permettant le travail dominical des apprentis dans certains secteurs résulte d'une loi de 2005. Antérieurement, depuis la codification de 1973, le travail des apprentis le dimanche était interdit.
Toutefois, l'administration avait été amenée, par voie de circulaire, à donner une interprétation différente des textes, et tolérait le travail dominical des apprentis mineurs. Les jurisprudences du 18 janvier 2008, relatives au travail des jours fériés, ont conduit à la modification du texte pour introduire la possibilité du travail dominical des apprentis de moins de 18 ans.
Les secteurs d'activité autorisés sont essentiellement les secteurs assurant la fabrication ou la vente au détail de produits alimentaires destinés à la consommation immédiate.

### Jours fériés
Le code du travail, depuis 2005, indique explicitement que le travail des jeunes travailleurs et apprentis mineurs est interdit les jours fériés. Toutefois, le texte a introduit également la possibilité, dans des secteurs définis par décret, de définir par accord collectif les conditions d'une dérogation à cette interdiction.
Ces secteurs d'activité sont les mêmes que ceux dans lesquels le travail dominical des jeunes est autorisé.
Par exemple, la convention collective nationale de la boulangerie-pâtisserie artisanale comporte une disposition prévoyant ce travail des mineurs les jours fériés.
Antérieurement, la loi disposait d'une part que « les jeunes travailleurs et apprentis, âgés de moins de dix-huit ans ne [pouvaient] être employés les jours de fête » et d'autre part que « les apprentis ne [pouvaient] être tenus en aucun cas, vis-à-vis de leur maître, à aucun travail de leur profession les jours de fêtes reconnues et légales ».
Or, la rigueur de la loi était fortement tempérée par les circulaires ministérielles.
Mais le 18 janvier 2005, la Chambre criminelle de la Cour de cassation a confirmé plusieurs jugements condamnant des employeurs ayant fait travailler des apprentis un jour férié. Les arrêts sont explicites: le texte légal était dépourvu d'ambiguïté et il n'est pas possible d'invoquer des circulaires « à caractère interprétatif n'étant pas de nature à empêcher l'application d'une disposition pénale ».
Ce rappel de la hiérarchie des normes à l'administration fut diversement apprécié. Gérard Larcher, ministre délégué aux Relations du travail, déclara ainsi que « Nous avons dans ce pays une lecture salafiste du code du travail, laissant aux seuls oulémas de la Cour de cassation le soin d'en dire les moments les plus forts ».

## Protection physique des jeunes dans le travail
La loi du 2 novembre 1892 disposait déjà que les travaux "présentant des risques de danger ou excédant les forces" seront interdits. Mais le texte renvoyait à un décret la définition de ces travaux.
Le décret d'application du 13 mai 1893 posera les bases de la réglementation relative au travail des adolescents.
Certaines dispositions sont, sous une forme actualisée toujours en vigueur aujourd'hui. Ainsi, en 1893, le "travail aux scies circulaires et aux scies à ruban" est interdit aux enfants de moins de 16 ans. L'emploi "au graissage, au nettoyage, à la visite et à la répartition des machines ou mécanismes en marche" de mineurs des deux sexes et de femmes est également prohibé. Ces interdictions sont aujourd'hui toujours applicables.
Une partie des dispositions initiales sont également perceptibles dans la réglementation actuelle, notamment par le caractère désuet de certaines interdictions. La recodification de 2008 a toutefois supprimé les dispositions les plus obsolètes, comme l'interdiction du « transport sur diables ou cabrouets ».
Le décret de 1893 sera complété par un arrêté du 31 juillet 1894 relatif aux limites au port de charges.
En 1914, le Gouvernement dirigé par Gaston Doumergue fera évoluer ces dispositions et abroge le décret de 1893 qui avait déjà fait l'objet de près d'une dizaine de modifications successives. Ce dernier texte fera également l'objet de modification successives en 1926, 1930 et 1945 et sera lui-même abrogé en juillet 1958.
En 1926, le Parlement était intervenu pour affirmer des principes en matière de protection de la santé des jeunes et des femmes: La loi du 7 décembre 1926 interdit l'affectation des enfants aux travaux dangereux, insalubres, où ils seraient exposés à "des émanations préjudiciables pour leur santé".

### Travaux interdits
Certains emplois sont interdits aux jeunes de 14 à 16 ans, notamment les emplois dans les débits de boisson et les emplois aux étalages extérieurs des boutiques et magasins.

### Travaux réglementés
Le décret de 1914, dans sa version modifié de 1945, prévoit déjà que certaines interdictions pouvaient faire l'objet de dérogations accordées par l'Inspecteur du travail pour les plus de 16 ans.
Le Décret de 1958, codifié en 1973, tout en élargissant le champ de la dérogation, en a précisé le public et les modalités d'octroi.

#### Le public
La recodification en synthétisant les formulations, a délimité le champ des possibles bénéficiaires de la dérogation. Sont uniquement visés :
- les apprentis ;
- les élèves préparant un diplôme de l'enseignement technologique ou professionnel

Cette délimitation est conforme à la directive européenne. Celle-ci prévoit en effet la possibilité de dérogations pour les seuls adolescents lorsqu'elles sont indispensables à la formation professionnelle.
Selon une jurisprudence du Conseil d'état de 2008, « Les instituts médico-éducatifs, établissements médico-sociaux, qui relèvent de l'article L. 312-1 du code de l'action sociale et des familles, ne peuvent être regardés comme des établissements d'enseignement technique » et n'entrent pas dans le champ des dispositions relatives à la procédure de dérogation.

#### Modalités de la dérogation
L'autorisation, qui permet d'affecter les jeunes, au cours de leur formation professionnelle, sur les équipements de travail initialement interdit, est de la compétence de l'Inspecteur du travail. L'accord ou le refus prend la forme d'une décision administrative, susceptible de recours.
L'établissement ou l'employeur doit formuler une demande à l'autorité décisionnaire par lettre recommandée avec avis de réception. Cette demande doit comporter l'avis favorable du médecin (scolaire ou du travail) et du professeur ou du moniteur d'atelier responsable.
La future loi relative à l'orientation et à la formation professionnelle tout au long de la vie prévoit, pour les apprentis uniquement, de confier à la seule responsabilité de l'employeur la décision d'affecter un jeune aux travaux initialement interdits nécessités par sa formation.

### Sources
- Code du travail (durée du travail): art L3161-1 et suivants [lire en ligne]
- Code du travail (santé et sécurité): art L4153-1 et suivants [lire en ligne] et art. R4153-15 et suivants [lire en ligne]